# سعيدية (منبج)
سعيدية قرية سوريّة تتبع إداريّاً لمحافظة حلب منطقة منبج ناحية مركز منبج، بلغ تعداد سكانها 1,150 نسمة حسب التعداد السكاني لعام 2004.